# Ghatal
Ghatal ist eine Stadt im indischen Bundesstaat Westbengalen. Ghatal ist ein hochwassergefährdetes Gebiet und wird in vielen Jahren vom Shilabati-Fluss überflutet. Der Fluss Shilabati teilte die Stadt in zwei Teile.
Die Stadt gehört zum Distrikt Pashchim Medinipur. Ghatal hat den Status einer Municipality. Die Stadt ist in 17 Wards gegliedert.

## Demografie
Die Einwohnerzahl der Stadt liegt laut der Volkszählung von 2011 bei 54.591. Ghatal hat ein Geschlechterverhältnis von 958 Frauen pro 1000 Männer und damit einen für Indien häufigen Männerüberschuss. Die Alphabetisierungsrate lag bei 89,5 % im Jahr 2011. Knapp 97 % der Bevölkerung sind Hindus, ca. 3 % sind Muslime und weniger als 1 % gehören einer anderen oder keiner Religion an. 9,9 % der Bevölkerung sind Kinder unter 6 Jahren. Bengali ist die Hauptsprache in und um die Stadt.